# Сергацький район
Сергацький район (рос. Сергачский район) — адміністративно-територіальна одиниця (район) та муніципальне утворення (муніципальний район) у  південно-східній частині Нижньогородської області Росії.
Адміністративний центр — місто Сергач.

## Історія
Район було утворено 1929 року.

## Населення
| 1939    | 1959    | 1970    | 1979    | 1989    | 2002    | 2005    |
| ------- | ------- | ------- | ------- | ------- | ------- | ------- |
| 74 832  | ↘50 703 | ↗55 857 | ↘48 565 | ↘42 588 | ↘35 779 | ↘35 000 |
| 2008    | 2009    | 2010    | 2011    | 2012    | 2013    | 2014    |
| ↘32 607 | ↘32 106 | ↘31 296 | ↘31 132 | ↘30 586 | ↘30 188 | ↘29 716 |
| 2015    | 2016    | 2017    |         |         |         |         |
| ↘29 215 | ↘28 842 | ↘28 631 |         |         |         |         |